# Katedra Wniebowzięcia Najświętszej Marii Panny w Pińsku
Katedra Wniebowzięcia Najświętszej Marii Panny (białorus. Кафедральны касцёл Унебаўзяцця Найсвяцейшай Дзевы Марыі) – rzymskokatolicka świątynia w Pińsku (Białoruś). Zespół kościoła i klasztoru fraciszkanów stanowi obecnie najokazalszą budowlę i najcenniejszy zabytek Pińska, przy czym świątynia ma obecnie status katedry, jest siedzibą kurii biskupiej diecezji pińskiej oraz jedynym czynnym kościołem rzymskokatolickim w tym mieście.

## Historia
Kościół i klasztor są budowlami barokowymi, zbudowanymi w latach 1712 – 1730 na miejscu dawnych drewnianych zabudowań franciszkańskiego klasztoru, ufundowanych w 1396 przez księcia pińskiego, Zygmunta Kiejstutowicza. Miasto Pińsk dawniej od rzeki Piny nazywane Pinnum, położone na Białej Rusi w województwie brzeskim litewskim, w zlewisku Morza Czarnego, pełne Rusinów, głównie schizmatyków, ma oprócz innych kościołów również kościół parafialny, znajdujący się pod opieką ojców franciszkanów – zanotowano w dokumencie diecezjalnym z 1727 roku.
Klasztor został zamknięty w 1852, lecz kościół pw. Wniebowzięcia Najświętszej Panny Marii, zamieniony w parafialny, był nieprzerwanie czynny, a w 1925 stał się katedrą rzymskokatolicką. W latach 1940 – 1991 diecezja nie była obsadzona. W 1991 r. do godności biskupa i administratora apostolskiego diecezji pińskiej podniesiony został wieloletni proboszcz miejscowej parafii, ks. Kazimierz Świątek, kardynał i do 2006 metropolita mińsko-mohylewski.

## Architektura
Katedra jest budowlą trójnawową z przybudowanymi kaplicami i półkoliście zamkniętym prezbiterium, nakrytą wysokim dachem. Na styku nawy i prezbiterium wznosi się sygnaturka z barokową kopułą. Boczne nawy są bardzo wąskie i znacznie niższe od głównej.
Bogato zdobiona fasada obecny kształt uzyskała w 1766. Jest nieco szersza od korpusu budowli, ma trzy kondygnacje. Zwieńczona jest dużym, krzywoliniowym frontonem z wnęką, flankowana przez dwie czworoboczne wieże nakryte barokowymi hełmami. W dekoracji wykorzystano pilastry, złożone gzymsy i różnego kształtu nisze.
Wnętrze kryte sklepieniem kolebkowym. W cennym wyposażeniu, które jest dziełem franciszkańskiego artysty Jana Szmytta, wyróżniają się złocone ołtarze z XVIII wieku (sześć drewnianych i jeden z dekoracją stiukową) z licznymi rzeźbami i ornamentami oraz drewniana ambona z płaskorzeźbami przedstawiającymi Chrystusa, apostołów Piotra i Pawła, Czterech Ewangelistów i figurą Michała Archanioła na baldachimie. Rzeźby w ołtarzach i na ambonie pokrywa złota i srebrna farba. W ołtarzu głównym obraz Wniebowzięcia NMP – naśladownictwo Murilla. W jednym z ołtarzy bocznych znajduje się niewielki włoski obraz z XVI wieku przedstawiający Świętą Rodzinę ze św. Franciszkiem, także obraz Najświętszej Panny Marii, zwanej Pińską Madonną, namalowany w 1894 roku przez Alfreda Roemera.
Polichromię wykonali w 1909 S. Rudziński i B. Wiśniewski.
W kościele jest tablica ku czci 30 zakładników z Pińska rozstrzelanych przez Niemców w Janowie Poleskim w styczniu 1943 w odwecie za akcję AK na pińskie więzienie, a także tablice upamiętniające poległych i zamordowanych w latach 1919-1939 marynarzy Flotylli Pińskiej oraz 49 księży diecezji pińskiej zamordowanych przez hitlerowców w latach 1941-45.
W kaplicy Matki Boskiej Ostrobramskiej, ufundowanej przez kardynała Kazimierza Świątka, spoczywa trumna zmarłego w 1932 w opinii świętości biskupa pińskiego, Zygmunta Łozińskiego.
Przed kościołem stoi duża figura Chrystusa z 1833.
Dzwonnica przed kościołem pochodzi z 1817. Po 1921 roku dobudowano najwyższą, czwartą kondygnację, którą przykrywa neobarokowy hełm.
Dawny budynek klasztorny zajmuje obecnie kuria diecezjalna oraz Międzydiecezjalne Wyższe Seminarium Duchowne im. św. Tomasza  z Akwinu.

## Galeria

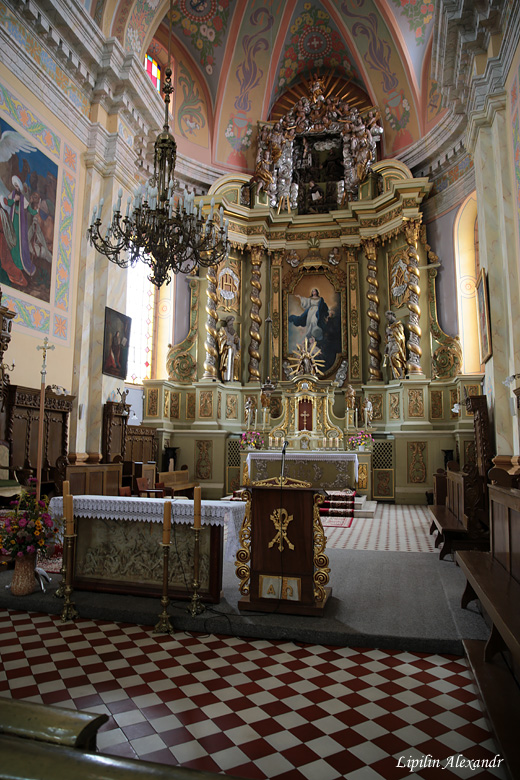
Ołtarz główny
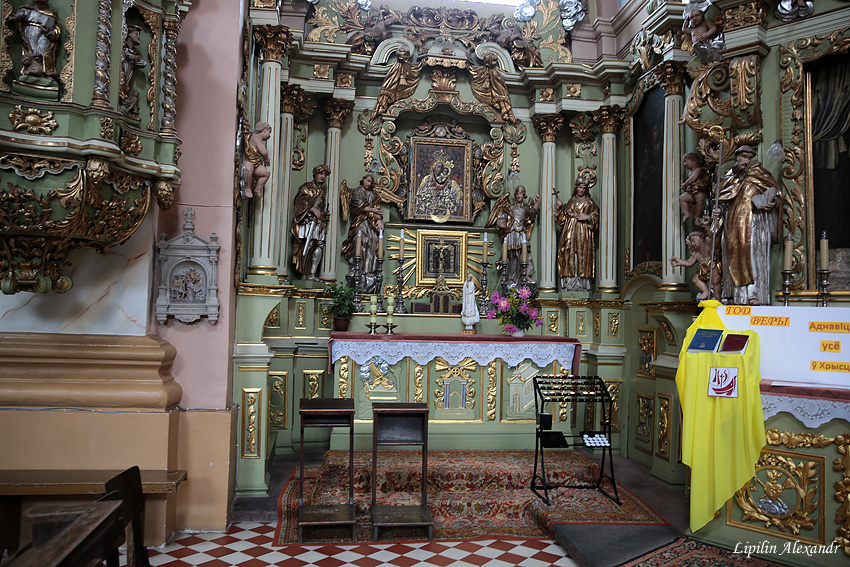
Ołtarz z obrazem Matki Bożej Różańcowej z lat 30. XVIII w.
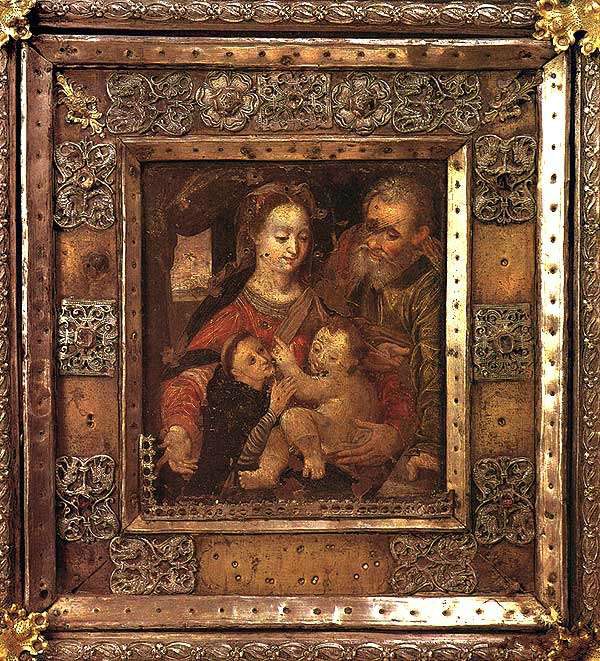
Obraz Świętej Rodziny ze św. Franciszkiem z XVI w.
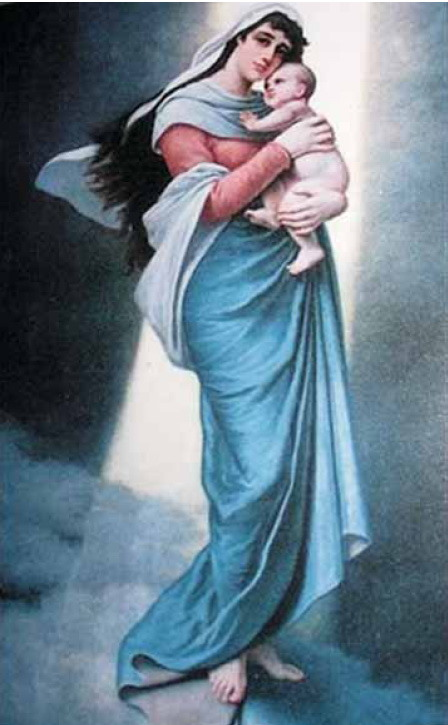
Pińska Madonna, obraz Alfreda Roemera z 1894 roku
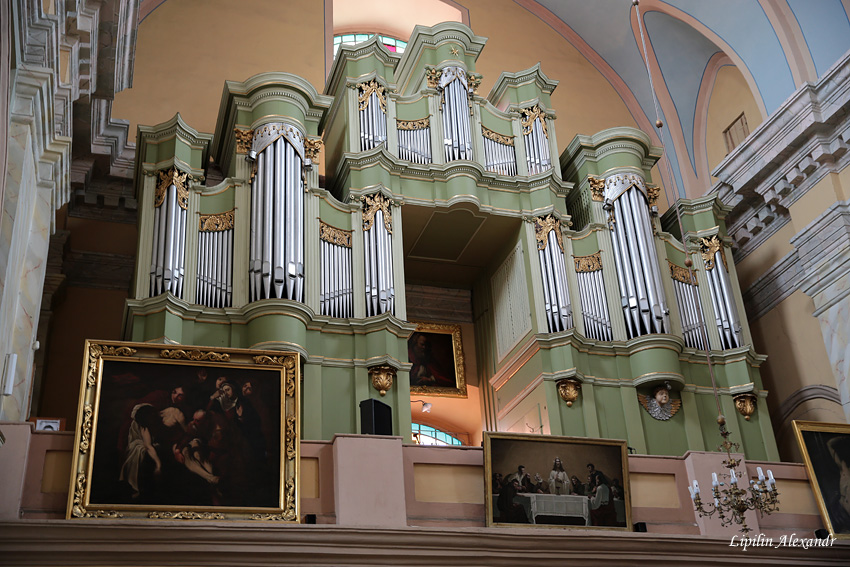
Organy
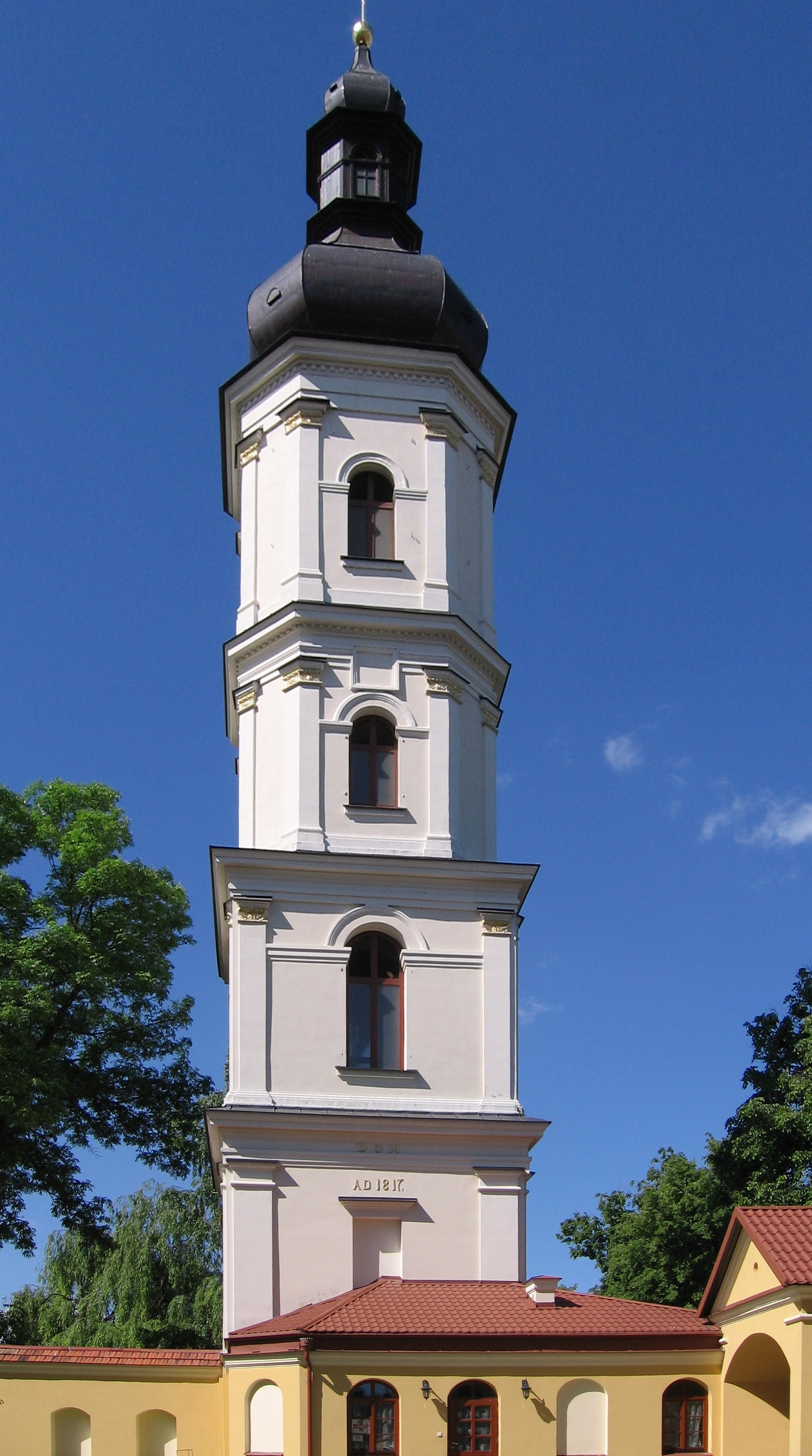
Dzwonnica